# Liste der Members des Order of Canada/E
Diese Liste gibt einen Überblick aller Personen, denen die Auszeichnung Member of the Order of Canada verliehen wurde.

## E
1. David Henry Eadie
2. Arthur P. Earle
3. David Charles Earle
4. R. Burnell Eaton
5. R. Michael Eaton
6. Dorothy Harley Eber
7. Ferdinand Eckhardt
8. John N. Economides
9. J. Alexander Edmison
10. Marlys A. Edwardh
11. Clifford H. C. Edwards
12. Iwan Edwards
13. James A. S. Edwards
14. James F. (Stocky) Edwards
15. N. Murray Edwards (2013)
16. John G. Egnatoff
17. James Douglas Ehnes
18. Christian Einfeld
19. Jan Eisenhardt
20. Abdo (Albert) El Tassi
21. Ronald Allen Eland
22. David M. Elder
23. Robert G. Elgie
24. Charles William John Eliot
25. Margaret E. Elliott
26. R. Fraser Elliott
27. Frederick H. Ellis
28. Ralph Colin Ellis
29. David K. Elton (2014)
30. Gordon Charles Emberley
31. Pierre Émond
32. Howard Engel
33. Lawrence A. Englander
34. Robert P. Engle
35. John Richard English
36. Maxwell E. Enkin
37. Murray W. Enkin
38. Michael Enright
39. Robert Enright
40. Suzanne Eon
41. Helmut M. Eppich
42. Maria K. Eriksen
43. John (Johnny) Esaw
44. Brian P. Etherington
45. Bernard Etkin
46. Allan B. Etmanski (2014)
47. Sorel Etrog
48. Mark Evaluarjuk
49. Brian Llewellyn Evans
50. Gregory Thomas Evans
51. Marcelle Everitt
52. Muni S. Evers